# Gogolin
Pour les articles homonymes, voir Gogolin (homonymie).
Gogolin est une ville de Pologne, située dans le sud du pays, dans la voïvodie d'Opole. Elle est le siège de la gmina de Gogolin, dans le powiat de Krapkowice.